# Dinotodonta longa
Dinotodonta longa är en fjärilsart som beskrevs av Holland 1893. Dinotodonta longa ingår i släktet Dinotodonta och familjen tandspinnare. Inga underarter finns listade i Catalogue of Life.